# Crepidius flabellifer
Crepidius flabellifer – gatunek chrząszcza z rodziny sprężykowatych.
Ten chrząszcz osiąga długość pomiędzy  13 i 18 mm.
Większa część jego ciała jest czerwonobrązowa. Na pokrywach skrzydeł widnieją pasy barwy ciemnobrązowej, tak jak na przedpleczu. Jego ciało porasta umiarkowanie gęste, długie, cienkie, żółtawe, najeżone owłosienie.
Posiada czoło o kształcie łódkowatym, długości większej od szerokości, wklęsłe na przedzie. Czułki, jedenastosegmentowe, jak u innych Diceredipiina, różnią w zależności od płci (dymorfizm płciowy). U samców są one wachlarzowate, u samic − ząbkowane. Różni je też długość trzeciego segmentu, mniejsza u samic. Segment ten, krótszy od czwartego, posiada boczny wyrostek. Drugi segment ma kształt okrągły. Ostatni zwęża się apikalnie. Górna warga przypomina kształtem prostokąt, a jej przednie kąty są zaokrąglone. Charakteryzuje się długimi setami.
Wypukłe przedplecze o szerokości większej od długości zwęża się na przedzie. Aedagus samca posiada podstawną część przewyższającą na długość paramery, które z kolei są dłuższe od płata pośrodkowego i łączą się z sobą wentralnie.
Na goleniach widnieją krótkie ostrogi. W przeciwieństwie do nich tarczka jest wydłużona.
Chrząszcza zbadano dzięki okazom pochodzącym z Brazylii.